# Thranius lanceolatus
Thranius lanceolatus es una especie de escarabajo longicornio del género Thranius, tribu Thraniini, subfamilia Cerambycinae. Fue descrita científicamente por Gressitt en 1954.

## Descripción
Mide 12,6 milímetros de longitud.

## Distribución
Se distribuye por Indonesia.